# El diablo nunca duerme (película)
El diablo nunca duerme es una película documental mexicano-estadounidense de 1994 dirigida y escrita por Lourdes Portillo, y fue producida por Portillo y Michelle Valladares. La película se enfoca en la investigación que Portillo realizó tras enterarse de que su tío, Óscar Ruiz Almeida, había muerto, debido a la sospecha de que fue asesinado y no se había suicidado, como indicó su viuda.
En 2020, el documental fue seleccionado para su preservación en el Registro Nacional de Cine de la Biblioteca del Congreso de Estados Unidos por ser "cultural, histórica o estéticamente significativo". El diablo nunca duerme tuvo su reestreno en México en 2023 durante Ambulante gira de documentales, dentro del ciclo 'Invocaciones: Retrospectiva en primera persona'.

## Argumento
La cineasta Lourdes Portillo recibió una llamada para informarle del fallecimiento de su tío Oscar. Inicialmente, se declaró que la causa de su muerte fue un infarto, después la policía dictaminó que fue suicidio. Portillo viaja a su ciudad natal, Chihuahua, para investigar la muerte de su tío, y entrevista a familiares, amigos, miembros de la comunidad y conocidos de Óscar y descubre nuevos detalles sobre su tío que desconocía.

## Producción

### Desarrollo y rodaje
La película fue financiada por el Servicio de Televisión Independiente (ITVS) estadounidense, con fondos proporcionados por la Corporación para la Radiodifusión Pública. Portillo compartió que se inspiró en The Thin Blue Line de Errol Morris para realizarla, y en una entrevista declaró que comenzó a realizar documentales de denuncia social durante finales de los años 70 e inicios de los 80, época en la que había dictaduras y gobiernos militares en distintos países latinoamericanos y se organizaban grupos de solidaridad a través del cine, música, poesía y literatura.
El Diablo Nunca Duerme está compuesta por una colección de diferentes formatos multimedia, como entrevistas individuales, llamadas telefónicas, fotografías, películas familiares, imágenes documentales, fragmentos de telenovelas e imágenes adicionales de los lugares y eventos que ocurrieron en la vida de Óscar.

## Recepción
Críticos como Emanuel Levy, de Variety, han descrito la película como "visualmente sin forma" a pesar de la colección de medios, pero Richard Brody, de The New Yorker, la describe como "emocionante y psicológicamente compleja". Desmond Ryan, del Philadelphia Inquirer, comentó que Portillo empleó amplias e imaginativas técnicas y alusiones para ilustrar la investigación de la muerte de su tío. La presentación de Portillo del misterio de la muerte del tío Óscar, intercalándolo con telenovelas y proyectando entrevistas a través de gafas de sol, fue descrita por Hazel-Dawn Dumpert, de LA Weekly, como "impresionante". 